# Paraboea rufescens
Paraboea rufescens är en tvåhjärtbladig växtart som först beskrevs av Adrien René Franchet, och fick sitt nu gällande namn av Brian Laurence Burtt. Paraboea rufescens ingår i släktet Paraboea och familjen Gesneriaceae.

## Underarter
Arten delas in i följande underarter:
- P. r. rufescens
- P. r. tomentosa